# Afa Amosa
Pour le joueur australien de rugby à XV, voir Brandon Paenga-Amosa.
Pas d'image ? Cliquez ici

a Compétitions nationales et continentales officielles uniquement.

b Matchs officiels uniquement.
Dernière mise à jour le 21 avril 2024.
Afaesetiti Amosa dit Afa Amosa, né le 11 octobre 1990, est un joueur australo-samoan de rugby à XV, évoluant aux postes de troisième ligne centre ou de troisième ligne aile.

## Biographie
D'origine samoane, Afa Amosa émigre à Melbourne en Australie avec ses parents alors qu'il est âgé de quatre ans. Il commence à jouer au rugby avec le club de Moorabbin RC (en) dans la banlieue de Melbourne, avant d'aller jouer quelques années à Canberra avec Uni-Norths Owls (en), et de faire partie de l'académie des Brumbies,. Il retourne ensuite à Melbourne et rejoint les Melbourne Harlequins (en), club avec lequel il fait ses débuts en senior en Dewar Shield,. Il joue alors avec les catégories jeunes, puis avec l'équipe réserve de la franchise des Melbourne Rebels,. Il ne parvient cependant pas à obtenir un contrat professionnel pour disputer le Super Rugby, ses entraîneurs le jugeant pas assez vif et technique pour jouer à ce niveau.
Voyant son ascension bloquée en Australie, il décide de tenter sa chance à l'étranger et rejoint le club espagnol de Gernika RT en División de Honor (championnat espagnol) pour la saison 2012-2013,. Il dispute également le challenge européen, jouant six matchs,.
Après une saison complète avec le club basque, avec il se fait repérer par Bernard Goutta, alors entraîneur du club de Colomiers en Pro D2,. Celui-ci lui fait signer son premier contrat professionnel avec le club haut-garonnais,. Il dispute alors deux saisons de très bonne facture, se faisant notamment remarquer par sa puissance ballon en main, et sa polyvalence au sein de la troisième ligne,. A la fin de la saison 2014-2015, il est alors courtisé par des clubs de Top 14, dont le club voisin du Stade toulousain et le triple champion d'Europe du RC Toulon,. Il décide finalement de s'engager avec Toulon pour un contrat de trois saisons, mais le transfert est annulé au dernier moment en raison de la signature du Springbok Duane Vermeulen et de l'international français Charles Ollivon, qui évoluent au même poste que lui,. 
Il reste alors avec Colomiers pour le début de la saison 2015-2016 mais, après avoir disputé quatre matchs, il s'engage pour trois saisons avec le Stade rochelais en septembre 2015. Il dispute son premier match sous ses nouvelles couleurs en octobre 2015 contre le Stade toulousain, et devient petit à petit un joueur important de l'équipe,,.
En fin de contrat en juin 2018, il rejoint alors l'Union Bordeaux Bègles pour un contrat de deux saisons,.
En 2019, il est convoqué pour la première fois dans le squad des Samoa pour la Pacific Nations Cup. Il connait sa première sélection  le 27 juillet 2019 à l’occasion d’un match contre l'équipe des Tonga à Apia. Il est ensuite retenu avec sa sélection pour disputer la Coupe du monde de rugby au Japon. Le 24 septembre, il est titulaire lors de son premier match contre la Russie (victoire 34-9), mais se blesse lourdement au genou droit en marquant un essai, et doit déclarer forfait pour le reste du mondial,.
Peu utilisé par Bordeaux Bègles lors de la saison 2020-2021, il est libéré de son contrat en février 2021 pour rejoindre l'Aviron bayonnais avec un contrat de joker médical jusqu'à la fin de saison, suivi de deux années de contrat classique,. Lors des phases finales de la saison 2021-2022 de Pro D2, il est d'abord remplaçant lors de la demi-finale face à Oyonnax, avant d'être titularisé pour la finale face au Stade montois après la blessure d'Uzair Cassiem. Auteur d'un essai lors du match, il participe pleinement à la large victoire de son équipe, qui assure sa remontée en Top 14. 
En mars 2023, alors qu'il est très peu utilisé par le staff bayonnais, il est libéré de son contrat pour rejoindre jusqu'à la fin de la saison en cours le SU Agen en Pro D2, en tant que joker médical de Fotu Lokotui,.
Libre après son passage par Agen, il s'engage avec le CA Périgueux, récemment promu en Nationale.

## Palmarès
- Vainqueur du Championnat de France de Pro D2 en 2022 avec l'Aviron bayonnais.

## Statistiques internationales
- 6 sélections avec les Samoa depuis 2019.
- 10 points (2 essais).

- Participation à la Coupe du monde en 2019 (1 match).